# Nemanthias
Nemanthias is een monotypisch geslacht van straalvinnige vissen uit de familie van zaag- of zeebaarzen (Serranidae). Het geslacht is voor het eerst wetenschappelijk beschreven in 1954 door Smith.

## Soort
- Nemanthias carberryi Smith, 1954